# Craighouse
Craighouse, schottisch-gälisch: Taigh na Creige, ist der Hauptort der Hebriden-Insel Jura und gehört administrativ somit zu der Council Area Argyll and Bute. Im Jahr 1971 hatte es eine Bevölkerung von 113 Einwohnern. Der Ort liegt an einer geschützten Bucht des Jura-Sundes an der Ostseite der Insel. Um das Anlegen von Schiffen zu ermöglichen, wurde von Thomas Telford ein Pier errichtet.
In den Sommermonaten besteht ein regelmäßiger Fährverkehr nach Tayvallich auf dem schottischen Festland, allerdings nur als Personenverkehr. Um mit dem Auto nach Craighouse zu gelangen, muss zunächst die Fähre auf die Insel Islay genommen werden, von wo aus eine weitere Fähre ab Port Askaig über den Islay-Sund nach Feolin auf Jura verkehrt.
In Craighouse befinden sich eine Grundschule sowie das einzige Hotel der Insel Jura. Seit 1810 wird mit Unterbrechungen in Craighouse die Whiskybrennerei Isle of Jura betrieben, die einzige Brennerei der Insel.